# جشتية

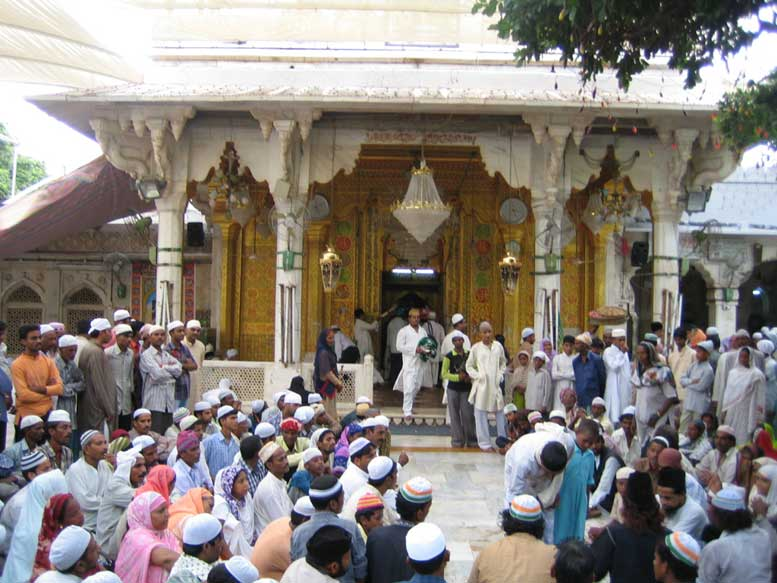
ضريح معين الدين الجشتي في أجمير بالهند.

الچشتيَّة هي طريقة صوفية سنية، نسبة إلى قرية جشت من أعمال هراة.
أسسها أبو إسحاق الدمشقي الجشتي (القرن 6 هـ). الطريقة منتشرة في الهند، نشرها هناك خواجة معين الدين حسن السنجري الأجميري (ت. نحو 627 هـ).

## فروع الجشتية
تتفرع الطريقة الجشتية إلى فروع منها:
- الصابريَّة: نسبة إلى علاء الدين بن أحمد الصابر.
- النظاميَّة: نسبة إلى نظام الدين البدايوني. وتتفرع النظامية إلى الفروع التالية:
  - الكَيسودرازيَّة: منسوبة إلى السيد محمد بن يوسف الحسيني الدهلوي.
  - الحساميَّة: نسبة إلى الشيخ حسام الدين المانكبوري.
  - الصفويَّة المينائيَّة: نسبة إلى صفي الدين السائنيوري.
  - الفخريَّة: نسبة إلى مولانا فخر الدين الدهلوي.[2]